# 海伦娜·克罗宁
海伦娜·克罗宁（英語：Helena Cronin，1942年—）是一位英国達爾文主義哲學家家和理性主义者，倫敦政治經濟學院教授，主要科普作品有《蚂蚁与孔雀：耀眼羽毛背后的性选择之争》（The Ant and the Peacock: Altruism and Sexual Selection from Darwin to Today）等。